# Olga Xirinacs Díaz
Olga Xirinacs Díaz (Tarragona, 11 de maio de 1936) é uma escritora e professora de piano catalã. Autora versátil, tem escrito poesia, romance, contos e ensaios, tanto em língua catalã como em espanhol.
Colabora habitualmente na imprensa: La Vanguardia, Avui, Foc Nou. Professorou aulas de narrativa na Aula de Lletres e na Universidade Pompeu Fabra de Barcelona.
Muitos dos seus livros venceram os prêmios mais importantes da literatura em língua catalã, como por exemplo: o prêmio Sant Jordi, o prêmio Sant Joan, o prêmio Josep Pla, o prêmio Ciutat de Palma, o Ramon Llull ou o prêmio Carles Riba, entre outros. 2006 publicou o seu primeiro romance escrito em espanhol, El hijo del tejedor.
Tem escrito mais de 300 contos, 250 para adultos e outros para meninos. Até 1996 foram editados três volumes.
É a única muller Mestra en Gai Saber pelos Jogos Florais de Barcelona após Mercè Rodoreda. 1990 a Generalidade da Catalunha concedeu-lhe a Creu de Sant Jordi.
Há uma escola que tem o seu nome em Tarragona, Escola Olga Xirinacs.

## Obra em prosa
- Música de cambra. Barcelona, 1982.
- Interior amb difunts. Barcelona, 1983.
- La mostela africana i altres contes. Barcelona, 1985.
- Al meu cap una llosa. Barcelona, 1985.
- Zona marítima. Barcelona, 1986.
- Relats de mort i altres matèries. Barcelona, 1988.
- Mar de fons. Barcelona, 1988.
- Tempesta d'hivern. Barcelona, 1990.
- Enterraments lleugers. Barcelona, 1991.
- Cerimònia privada. Barcelona, 1993.
- Josep Sala. Tarragona, 1993.
- Sense malícia. Barcelona, 1993
- Sucant el melindro. Barcelona, 1996.
- La Via Augusta. Vint pobles fan el Tarragonès. De Llevant a Ponent. Barcelona, 1997.
- Viatge d'aigua. Un passeig per la costa Daurada. Barcelona, 1999.
- La tarda a Venècia. Barcelona, 1999.
- L'home que mossegava les dones. Barcelona, 2000.
- Pavana per un tauró. Barcelona, 2001.
- No jugueu al cementiri. Barcelona, 2002.
- Els 7 pecats capitals. La peresa – eròtica-". Barcelona, 2002.
- Setmana de difunts. Barcelona, 2003.
- El viatge. Dietari 1986-1990. Barcelona, 2004.
- El hijo del tejedor. Editorial Meteora, Barcelona, 2006.
- Trens. Barcelona, 2006.
- El balcón de los suicidas. Barcelona, 2007.
- Los viajes de Horacio Andersen. Tarragona, 2008.
- El maestro de nubes. Badalona, 2008.
- L'agonia de Severià Vargas. Editorial Meteora, Barcelona, 2009.
- La inundació. Valls, 2012.

## Obra poética
- Botons de tiges grises. Barcelona, 1977.
- Clau de blau (Tarraconis vrit amor). Tarragona, 1978.
- Llençol de noces. Barcelona 1979.
- Tramada. Col·lectiva amb el grup l'Espiadimonis. Tarragona, 1980.
- Preparo el te sota palmeres roges. Barcelona 1981.
- Versifonies. Col·lectiva amb el grup l'Espiadimonis, Tarragona, 1987.
- Llavis que dansen, Barcelona, 1987.
- La pluja sobre els palaus. Barcelona, 1990.
- La muralla. Barcelona, 1993.
- Mansardes. Col·lectiva amb el grup l'Espiadimonis, Tarragona, 1997.
- Grills de mandarina. Lleida 2004.
- El sol a les vinyes/El sol en los viñedos.Il vangelo, Pasolini in memoriam. Edição bilíngue. Barcelona, 2005.
- Eterna. Edição bilíngue. Barcelona, 2006.
- La casona del parque. Barcelona, 2007.
- Óssa major : poesia completa 1997-2007. Barcelona, 2009.
- La taronja a terra. Barcelona, 2009.
- Tú, des del mar. Badalona, 2011.
- Balneari del nord. Badalona, 2014.

## Literatura infantil e juvenil
- Marina. Ilustrações de Asun Balzola. Barcelona, 1986.
- Patates fregides. Ilustrações de Carme Solé. Barcelona, 1994.
- Sóc un arbre. Ilustrações de Asun Balzola. Barcelona, 1994.
- El far del capità. Ilustrações de Carme Solé. Barcelona, 1994.
- Xocolata. Barcelona, 1994.
- El meu pare és capità. Ilustrações de Gemma Sales. Barcelona, 1995.
- Final d'estiu. Barcelona, 1996.
- Wendy torna a volar. Barcelona, 1996.
- El vol de Dràcula. Ilustrações de Francesc Infante. Barcelona, 1996.
- Mòmies. Barcelona, 1996.
- Triangles mortals o la sala dels difunts. Ilustrações de Mercè Canals. Barcelona, 1998.
- Marina / Cavall de mar. Ilustrações de Asun Balzola. Barcelona, 1998.
- La núvia adormida. Barcelona, 1998.
- La Vaca Xoriça. Ilustrações de Laia Soler. Barcelona, 1998.
- Un cadàver per sopar. Barcelona, 2000.
- L'escrivent de làpides. Barcelona, 2002.
- Aprèn l'abecedari amb endivinalles/Aprende al abecedario con adivinanzas. Barcelona, 2007.

## Participação em volumes coletivos
- Jo sóc aquell que em dic Gerard, Terres de l'Ebre, Editorial Petròpolis, 2010.
- Escriptores tarragonines, Tarragona, Editorial Arola, 2010.

## Obra traduzida

### Ao espanhol
- Zona marítima. Romance. Tradução de Sara Pujol. Barcelona, 1987.
- El faro del capitán. Madrid, 1994.
- Fin de verano. Tradução da autora. Madrid, 1996.
- El vuelo de drácula. Madrid, 1996.
- El árbol de mi patio. Ilustrações de Asun Balzola. Tradução da autora. Barcelona, 1996.
- Marina y Caballito de mar. Tradução da autora. Madrid, 1998.
- La novia dormida. Tradução da autora. Barcelona, 1998.
- El escribiente de lápidas. Tradução de Pau Joan Hernàndez. Barcelona, 2002.
- Mi padre es capitán. Barcelona, 2003.
- Virginia no ha muerto. Lleida, 2014. Tradução da autora do romance Al meu cap una llosa.

### A outras línguas
- Diversos contos traduzidos ao alemão, ao basco, ao espanhol e ao russo.
- Lips that dance (poesia) traduzida ao inglês por Hillary J Gardner. Universidade de Washington.
- Poemas ao francês em diversas revistas diverses da França e o Canadá.
- Jardines sobre el mar, Antologia bilíngue de poemas. Tradução ao russo de Elena Zernova. Universidade de São Petersburgo, 2003.

## Prêmios[3]
- 1976 - Flor natural nos Jogos Florais da Língua Catalã de Lausana
- 1976 - Vila de Martorell de poesia por Feix de poemes per omplir un capvespre
- 1977 - Viola nos Jogos Florais da Língua Catalã de Munique
- 1978 - Flor Natural nos Jogos Florais de Barcelona
- 1980 - Prêmio Caravel·la por Preparo el te sota palmeres roges
- 1982 - Josep Pla por Interior amb difunts
- 1984 - Sant Jordi por Al meu cap una llosa
- 1986 - Prêmio Crítica Serra d'Or de romance por Al meu cap una llosa
- 1986 - Ramon Llull por Zona marítima
- 1987 - Carles Riba por Llavis que dansen
- 1987 - Crítica Serra d'Or de Literatura Infantil i Juvenil por Marina
- 1990 - Creu de Sant Jordi
- 1990 - Sant Joan por Enterraments lleugers
- 1994 - Ciutat de Palma por Sense malícia
- 2000 - Prêmio Ciutat de Badalona de Narrativa Juvenil Un cadàver per sopar
- 2002 - Prêmio Sèrie Negra de Romance por No jugueu al cementiri
- 2012 - Olga Xirinacs. Escriptora capital. Atos de homenagem organizados pela Biblioteca Pública de Tarragona
- 2014 - Homenagem da URV e da Diputació de Tarragona com a exposição Obra i figura de l'escriptora tarragonina Olga Xirinacs, comemorando os 30 anos do Prêmio Sant Jordi.